# 塞巴斯蒂亞諾·維斯孔蒂·普拉斯卡

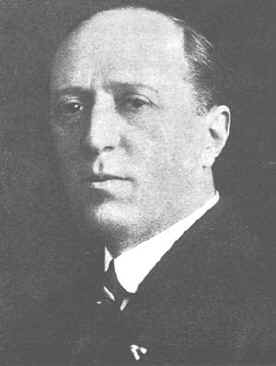
塞巴斯蒂亚诺·维斯孔蒂·普拉斯卡

塞巴斯蒂亚诺·维斯孔蒂·普拉斯卡（義大利語：Sebastiano Visconti Prasca，1883年1月23日—1961年2月25日），意大利军官。最高军衔为陆军中将。
他是著名的维斯孔蒂家族成员，曾参加过第一次世界大战。1924年起，担任驻南斯拉夫贝尔格莱德的武官。1934年，成为意大利驻扎在萨尔盆地地区军队的指挥官。此后，又担任过驻巴黎和柏林的武官。1938年，任意大利第二骑兵师的指挥官。
1940年，他被任命为意大利入侵希腊的总指挥官，但仅仅两周以后，就被乌巴尔多·索杜取代。